# 薩摩亞·喬
努伏勞·喬爾·席諾亞（英語：Nuufolau Joel Seanoa，1979年3月17日—）是來自美國加州的職業摔角手，他較廣為人知的擂台名稱是「薩摩亞·喬」（Samoa Joe）。過去曾活躍於ROH、TNA等聯盟，在2015年後為隸屬WWE旗下的選手。已於2021年4月16日被WWE解約並釋出，於同年6月回歸WWE。
他過去在ROH裡有創下持有世界冠軍腰帶時間長達21個月的紀錄，並在TNA裡有過連續19個月不敗成績，並且曾拿下TNA的三冠王、大滿貫等榮譽，於WWE期間則有得過兩次NXT冠軍腰帶。

## 經歷

### 早年
席諾亞出生於加利福尼亞州的橘郡。他在五歲時，有和家人一同參加1984年夏季奧林匹克運動會開場儀式裡演出的舞者成員群，其中他的家人有成立名為「Tiare Productions」的玻里尼西亞風格舞蹈團體。而席諾亞也曾有搬家到夏威夷的伊娃海灘生活一陣子。
青年時期裡，席諾亞有拿下加利福尼亞州的少年柔道冠軍，並在就讀州內的海景高中時參加了校內美式足球隊。離開學校後在成為職業摔角手之前，席諾亞為了家人舞蹈團的生計，有從事過房屋貸款抵押、保鏢、派對用品出租店經理等方面工作。

### 職業摔角生涯
在正式於摔角擂台上登場之前，席諾亞曾接受過辛辛那提·瑞德、強尼·亨普（Johnny Hemp）等人的訓練，並有成為UIWA西海岸柔道中心的第一屆畢業生。
經歷三個月期間的訓練後，於1999年12月席諾亞首次以摔角手身份亮相，他第一次接觸的對手則是「大叔」傑斯·漢森（"Uncle" Jess Hansen）。

#### UPW時期

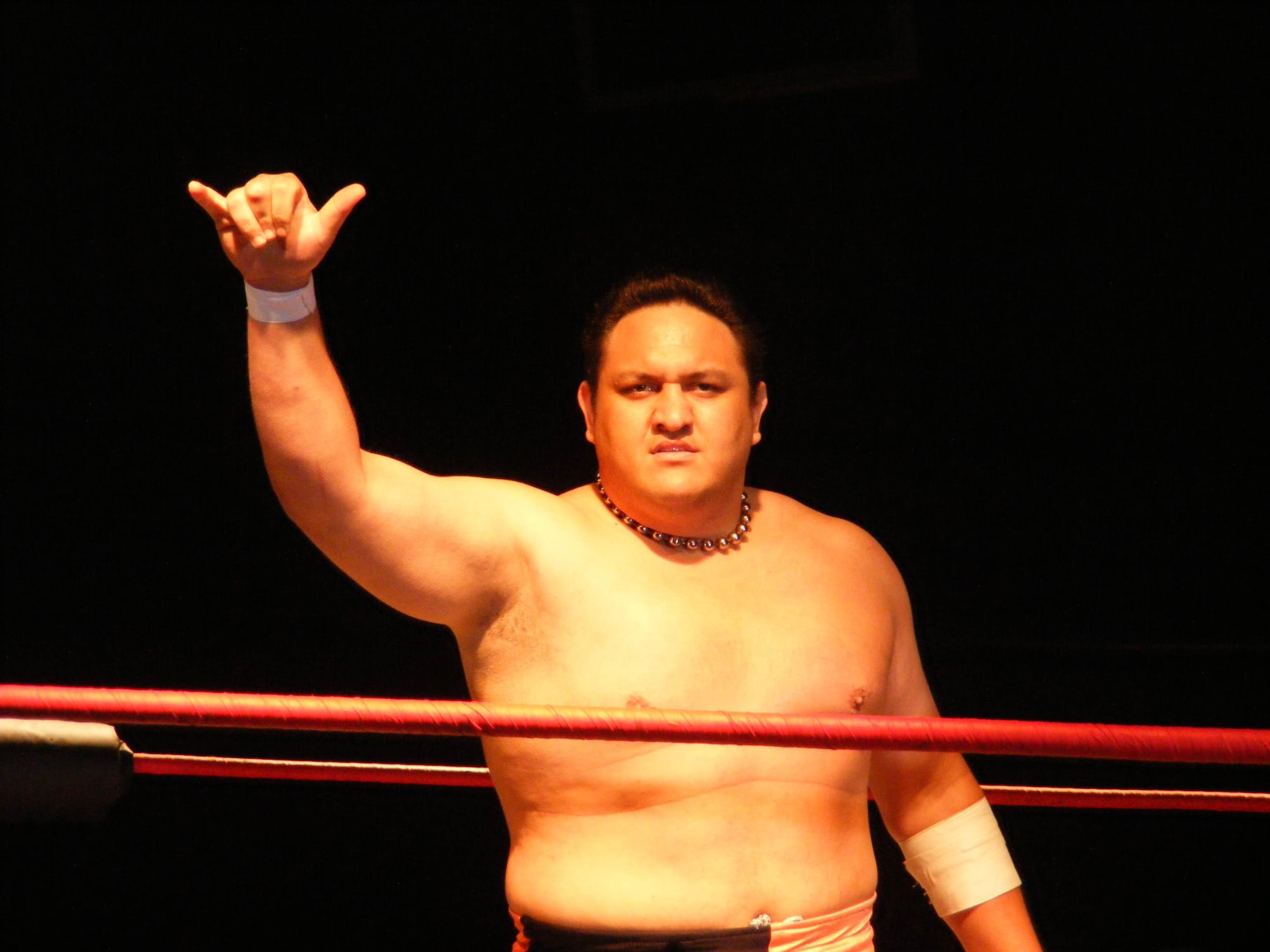
向觀眾比著沙卡手勢示意是喬入場時的招牌手勢。

席諾亞不久就與WWF（現今的WWE）旗下的獨立圈終極職業摔角（Ultimate Pro Wrestling、UPW）簽約，與當時也剛進入職業摔角的約翰·希南一同培訓。席諾亞的首次WWF露面是在2001年《Jakked》節目上，當時他面對的是墨西哥籍選手艾沙·里歐斯，並有在節目上採用了「薩摩亞·喬」的擂台名。
在UPW時期裡喬有和麥克·諾克斯搭檔過，並且有成為在此之前持有UPW重量級冠軍腰帶最長紀錄的保持者，不過當時WWF播報員吉姆·羅斯對於喬之後是否適合在WWF發展一事並不看好。

#### ZERO1時期
發現繼續待在UPW可能沒有機會的喬，改前往日本加入由橋本真也成立的團體ZERO1，並有打了一些PPV形式的節目賽事。
喬在ZERO1有和日裔美籍選手Keiji Sakoda組過團隊，並有拿下第一屆NWA國際雙打冠軍。

#### ROH時期
2002年返回美國後，喬加入了在東岸一帶舉行賽事的榮耀擂台摔角（Ring of Honor、ROH）。在一開始於ROH節目的登場時，喬被賦予的角色身份是一位由克里斯多福·丹尼爾斯所聘僱，用來對付他主要敵手洛·奇的「刺客」。當時喬和洛·奇的對打過程裡，所展現出的比賽內容超出ROH原先預想，使得ROH願意將喬升格為長期在賽事露面的主要選手。
2003年3月22日喬擊敗了賽維爾，個人首次拿下ROH重量級冠軍腰帶。之後喬持有該頭銜長達21個月，直到2004年12月26日在《Final Battle 2004》大賽上輸給奧斯汀·亞里斯才將腰帶易手。失去重量級腰帶的半年後，喬另在2005年5月7日於紐約舉行的賽事上成為了第五任ROH純摔角技巧冠軍腰帶持有者。在當年10月裡，首次離開日本前往海外美國演出的NOAH聯盟選手小橋健太，來到ROH各參加了一場單打賽與雙打賽，那兩場賽事中喬都有被ROH安排擔任小橋的對手，其中他和小橋的一對一單打賽，有被摔角電子報《Wrestling Observer Newsletter》評為該年度五星級最高水準的賽事之一。
2006年期間ROH有和位於費城一帶的獨立圈「戰鬥區域摔角」（Combat Zone Wrestling、CZW）展開對抗賽事，當時喬與布萊恩·丹尼爾森等人有擔任代表ROH出賽的一方，賽程中喬因為受傷而改由霍米賽德頂替。之後喬有與霍米賽德合組雙打團隊外，也有各別向當時ROH世界冠軍丹尼爾森對抗。
2007年1月底喬被註明從3月4日後便不會在ROH上演出，之後3月4日的比賽上喬面對他在ROH的老搭檔及對手霍米賽德並拿下勝利。
後續喬曾在2008年11月22日的《Rising Above》賽事上特別回歸，擊敗了對手布萊克·泰勒。也有在多年後於2015年2月從TNA離開時，參與了3月份期間的ROH賽事，以及在6月20日和A·J·史泰爾斯組隊迎戰當時的ROH雙打冠軍丹尼爾斯與法蘭奇·卡薩里安。

#### TNA時期

##### 不敗形象
在ROH參賽的其它期間，喬也開始與摔角團體TNA接觸，他首次在TNA的露面是2005年6月裡和桑傑·杜特的單打賽。喬進入TNA沒多久，就加入由當時X Division冠軍腰帶持有者克里斯多福·丹尼爾斯舉行的Super X Cup競賽，過程裡喬最後打進了總決賽，在總決賽上面對敵手A·J·史泰爾斯時，喬靠著原先待在場邊的丹尼爾斯亂入攻擊A·J後，藉機取得此系列競賽的優勝。而丹尼爾斯在Super X Cup的介入比賽行為，被TNA委員會成員要求在9月11日的《Unbreakable》大賽中，要和喬和A·J舉行一場取得X Division冠軍的三方攻防戰。雖然該場比賽最後是A·J搶到機會壓制丹尼爾斯成功拿下腰帶，但這是喬在2005年裡於ROH與小橋健太的一對一單打賽之外，另一場也被摔角電子報《Wrestling Observer Newsletter》評比為該年度五星級最精彩內容的比賽。
《Unbreakable》結束後TNA持續安排喬、A·J、丹尼爾斯三人之間的恩怨戲碼，11月13日《Genesis》賽程裡原先喬有和丹尼爾斯等人合作，來對抗桑傑·杜特一行人，但賽後喬和丹尼爾斯發生爭執，並將丹尼爾斯給打傷到住院。之後在《Impact!》節目上，A·J對於喬在《Genesis》裡向丹尼爾斯所做出的暴力行徑感到不滿，喬則反嗆A·J認為他不配擔任一位X Division冠軍。到了12月11日的《Turning Point》大賽中，喬擊敗了A·J成功拿下X Division冠軍腰帶。2006年1月的《Final Resolution》裡，回歸的丹尼爾斯對上了喬並想再次奪下X Division冠軍腰帶，當時該場賽事A·J也在一旁關切，最後結果則是A·J看到喬持續攻擊頭被打到出血的丹尼爾斯，而朝向擂台丟入毛巾要求強制停止比賽。3月的《Destination X》再次上演喬、A·J、丹尼爾斯的三人之間對戰，該場比賽雖然最後是丹尼爾斯獲勝拿到X Division冠軍腰帶，但因比賽性質是將掛在半空中腰帶搶下的人為勝利者，因此喬仍保持進入TNA後未被對手壓制3秒或是遭受關節技而棄權的不敗紀錄。
直到11月《Genesis》裡喬面對寇特·安格的壓軸一對一單打賽中，喬遭受安格的腳踝固定而拍地投降，讓他自進入TNA後連續18個月的不敗紀錄終止。

##### 雙冠王

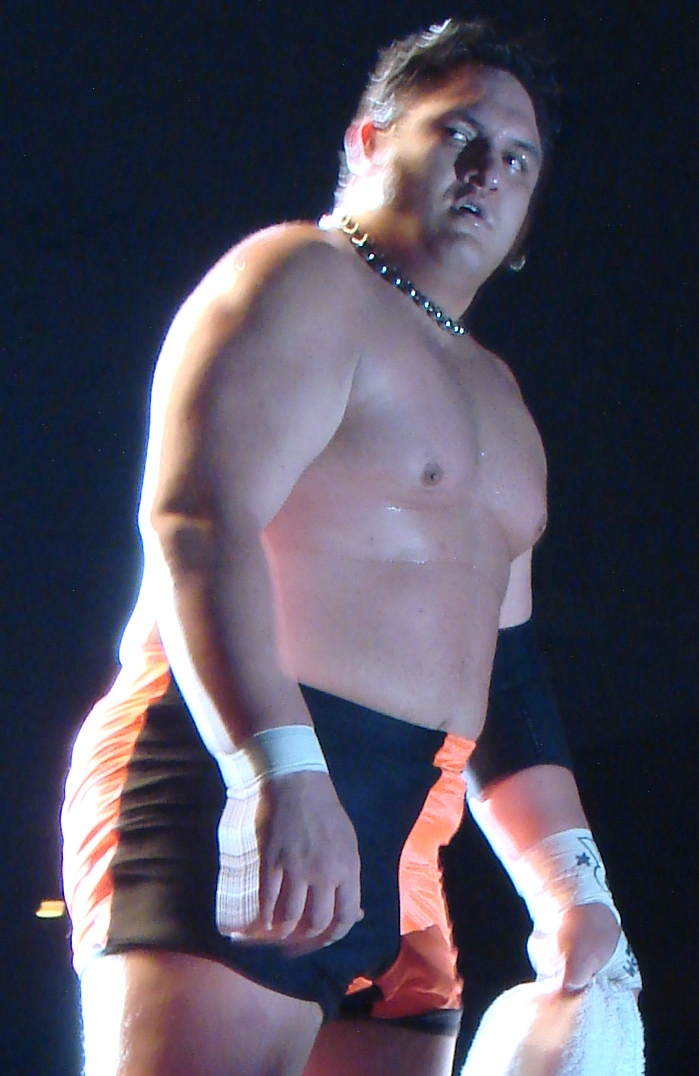
2007年期間的喬。

被寇特·安格的關節技給拍地投降後，隔月的《Turning Point》裡頭喬再次對上安格，這一次則是喬以勒頸技將安格棄權扳回一城。2007年1月15日的《Final Resolution》中，喬與安格在30分鐘的鐵人賽第三度碰頭，此回則由安格再次勝出。
6月中旬的《Impact!》節目上喬在面對傑·萊塔爾、克里斯·沙賓的三人攻防戰勝出，取得個人生涯第三次的X Division冠軍。隔月15日的《Victory Road》上，持有X Division冠軍的喬與TNA重量級冠軍的安格組隊，迎戰擁有TNA雙打冠軍的Team 3D，當時這場比賽並非單純的雙打冠軍資格戰，而是誰能成功壓制對手誰就能取走對方持有腰帶的如此規則，當時喬趁著安格要準備向Team 3D的成員瑞施展終結技時偷襲安格，便趁機成功壓制了瑞，獨自一人拿走Team 3D的兩份雙打冠軍，而喬得到雙打冠軍的當時身上也持有X Division冠軍，使他成為TNA裡第一位在同時持有兩種不同性質冠軍腰帶的雙冠王。
之後喬以身上的X Division、雙打兩種冠軍腰帶，來跟安格的TNA重量級冠軍腰帶下賭注，看誰能打贏誰就能拿走對方的腰帶。結果在8月12日的《Hard Justice》上喬和安格的冠軍賭注單打賽過程裡，喬被安格的妻子卡瑞·安格入場干擾輸掉比賽，讓安格成為TNA歷史中繼A·J·史泰爾斯後第二位拿過三種性質冠軍的三冠王。
失去身上所有冠軍後的喬，則在10月份的《Bound for Glory》上戰勝克里斯汀，終結了對方在TNA裡長達23個月未被對手壓制或棄權比賽的不敗紀錄。

##### 重量級冠軍
在2008年2月10日《Against All Odds》裡一場克里斯汀挑戰寇特·安格身上TNA重量級冠軍的一對一單打賽中，喬擔任該比賽場邊的特別支援裁判，當時喬阻止了比賽中途想亂入干擾的A·J·史泰爾斯，但之後被A·J當時的雙打夥伴湯可闖入比賽擾亂克里斯汀成功，讓安格繼續保有他的重量級冠軍頭銜。到了2月14日《Impact!》節目上喬與克里斯汀、凱文·奈許合作，來對抗安格、A·J、湯可一方的陣線，兩方之後有在3月9日的《Destination X》舉行一場3對3大戰，結果是喬的一方勝出。
後續喬表示著將要在4月13日的《Lockdown》上跟安格來場重量級冠軍資格賽，除了要戰勝安格奪下腰帶之外，也要藉此瓦解他的陣線勢力。在《Lockdown》大賽裡，喬最後有成功打敗安格，拿下他生涯首次的TNA重量級冠軍。而喬先前奪過X Division、雙打冠軍的經歷，加上此回拿到的TNA重量級冠軍，讓他成為TNA歷史上第三位拿過三種性質冠軍的三冠王。

##### MEM
拿下重量級冠軍後的喬數次防衛腰帶成功，並開始與由安格、史汀、布克·T等資歷較深選手所組成的反派團體「主賽黑手黨軍團」（The Main Event Mafia、MEM）發生衝突，之後在2008年12月12日的《Bound for Glory IV》上喬輸給MEM成員史汀將腰帶易手，在此前喬持有腰帶達182天之久。
2009年1月29日《Impact!》節目上秀出了一段短片，內容是留著平頭臉上有著圖騰彩繪模樣的喬，嚴肅地向觀眾表示著他現在會讓MEM好好了解到他內心裡「暴力民族」（Nation of Violence）的一面。之後喬與傑夫·賈勒特、A·J·史泰爾斯、克里斯多福·丹尼爾斯成一陣線，來對抗安格率領的MEM一方。不過在6月21日的《Slammiversary》當中喬與A·J、安格等五人的重量級冠軍資格賽裡，上演了喬背叛了A·J設法讓安格拿下冠軍的戲碼。之後喬在節目上對當時情況解釋著說，他為了錢而願意成為MEM的一份子。
成為節目反派後的喬在8月16日的《Hard Justice》上擊敗霍米賽德，拿下生涯第四次的X Division冠軍。之後在10月8日《Impact!》節目裡，喬在面對挑戰者驚奇瑞德的X Division冠軍防衛戰之中，被巴比·萊士利介入比賽干擾而輸掉腰帶。後續喬為了討回一面，在10月18日的《Bound for Glory》迎戰萊士利，但未能戰勝對方。而4天後的《Impact!》節目也上演了MEM的瓦解戲碼，結束了喬在此團體的成員身份。

##### 排名爭執

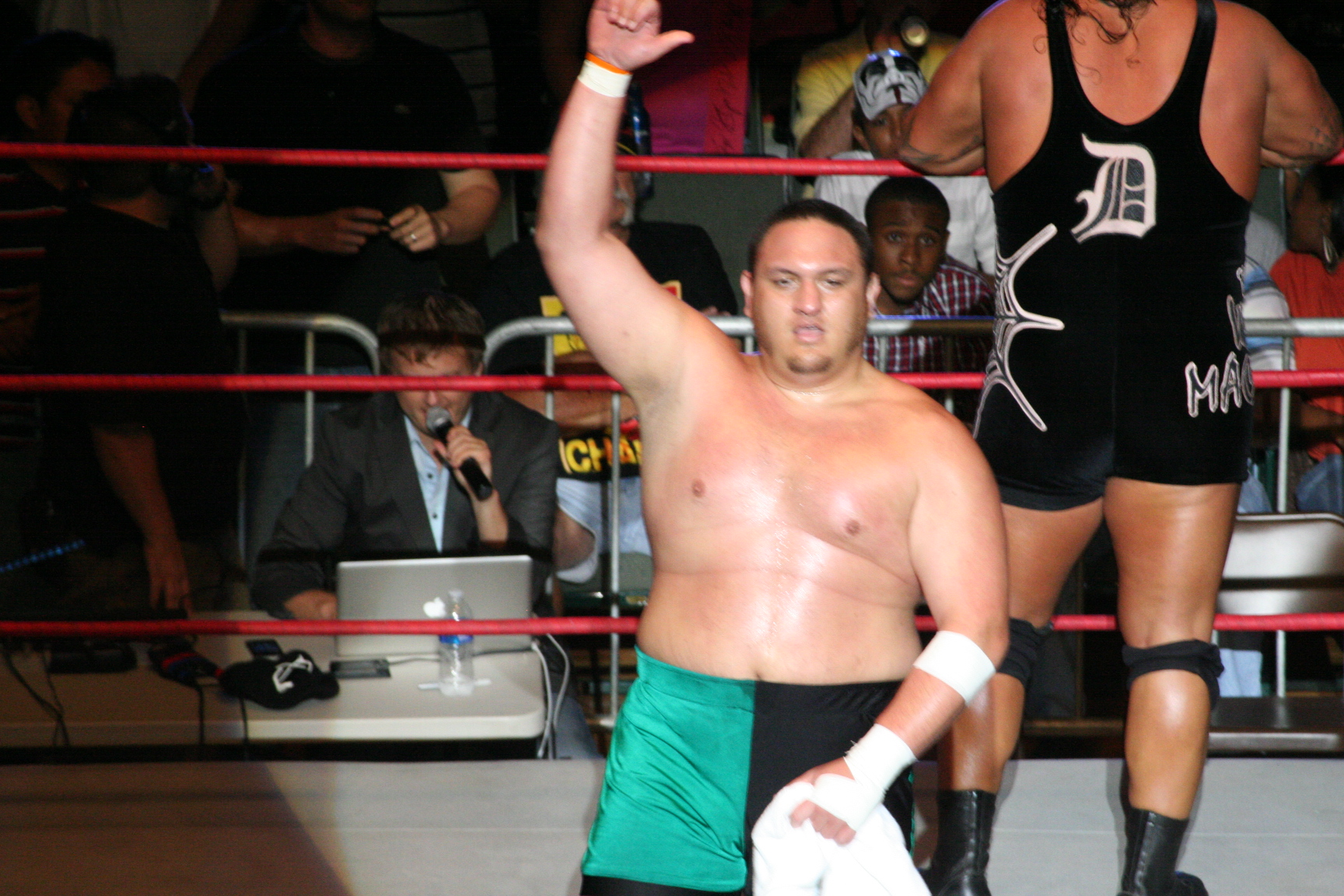
2010年期間的喬。

2010年5月期間上演了一段喬因為對自身所得到的評比不滿，而向TNA幕後起衝突的戲碼，當時是TNA冠軍委員會公佈了TNA世界重量級冠軍的排名，喬被列為名單中的第十位。之後喬為了讓自己的排名上升，擊敗了排名第四的A·J·史泰爾斯等人。
之後在7月22日，喬在一場十分鐘的限時戰迎戰排名第二的傑夫·哈迪。在賽後喬抱怨認為比賽運作人員的計時方式對他不公，而他的行徑導致遭到TNA無限期停賽處份，之後處份在8月23日解除。

##### 大滿貫
2011年年底起喬開始與馬格納斯合作，參加取得挑戰雙打冠軍資格的外卡系列賽，並有在總決賽勝出。在2012年1月8日的《Genesis》上，喬與馬格納斯迎戰當時雙打冠軍持有者克利森與麥特·摩根雖然結果失敗，但在隔月12日的《Against All Odds》裡再次對戰則成功擊敗對方，拿下TNA雙打冠軍腰帶。喬與馬格納斯之後防衛雙打冠軍頭銜約3個月左右，最後是在5月13日《Sacrifice》大賽上輸給克里斯多福·丹尼爾斯與法蘭奇·卡薩里安的組合。
失去雙打冠軍後，喬有再次向X Division冠軍腰帶挑戰，不過未戰勝當時此腰帶持有者奧斯汀·亞里斯。之後參加夏季裡角逐挑戰TNA重量級冠軍資格的《Bound for Glory》的系列賽裡，喬最後是在9月9日的四強戰中輸給傑夫·哈迪被淘汰。
在敗給傑夫·哈迪的當月月底27日，喬擊敗了甘迺迪先生取得TNA電視冠軍腰帶，而他過去的三冠王成績加上此回勝利，讓他成為TNA歷史上第三位拿過四種性質冠軍的大滿貫選手。

##### 重組MEM
2012年12月6日《Impact Wrestling》節目裡，喬面對來自反派團體Aces & Eights成員迪蒙挑戰他身上的電視冠軍腰帶時，被另一Aces & Eights成員DOC入場干擾而失去了腰帶。之後喬為了抵抗Aces & Eights一方的勢力，有和寇特·安格、賈瑞特·畢秀夫等人一同合作對抗。
到了2013年夏季的《Bound for Glory》系列賽裡，喬在6月27日面對隸屬Aces & Eights的甘迺迪先生比賽過程中，正被其他Aces & Eights成員干擾比賽時被亂入現場的安格、史汀給解圍。之後喬與過去雙打夥伴馬格納斯陸續加入當時安格和史汀重組的MEM團體。
之後第二代MEM成員裡，喬不像馬格納斯與史汀有被安排在爭奪重量級冠軍的劇情線，而第二代MEM也在成立4個多月後，在11月7日被史汀宣告「暫停運作」。

##### 離去
2014年6月27日，喬在與洛·奇、真田聖也的三人攻防戰勝出，贏得他生涯第5次、也是睽違四年再次得手的X Division冠軍腰帶。不過在9月期間，喬因傷勢關係而將腰帶讓出。
到了2015年1月期間，喬加入了以「MVP」蒙特爾·凡特維斯·波特為首的團體The Beat Down Clan，並且有在2月6日的《Lockdown》與寇特·安格、前The Beat Down Clan成員巴比·萊士利等一方人物，展開一場四對四大戰，該場賽事最後則是喬所屬的The Beat Down Clan輸掉了比賽，之後在2月17日的節目上，喬宣佈他不但要離開The Beat Down Clan，也要離開TNA。該集節目結束後，喬便與合作近十年的TNA分道揚鑣。

#### NOAH時期

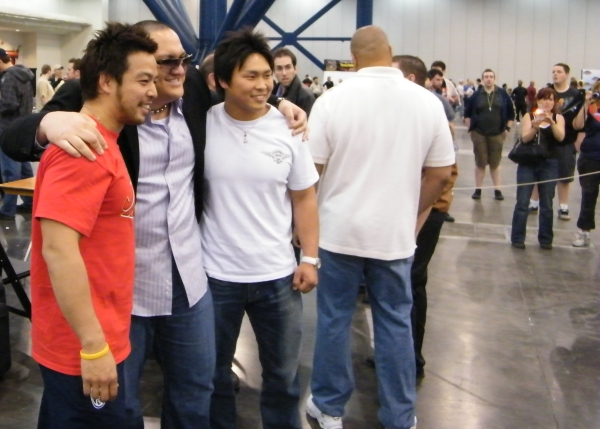
2009年期間喬與小林健太（左一）、中嶋勝彦（左三）的合照。喬和KENTA在ROH、NOAH、NXT都有多次交手經歷。

在2007年秋季期間，喬有前往日本的NOAH職業摔角聯盟出賽。他首次的登場是10月25日與高山善廣組隊，迎戰三澤光晴與森嶋猛的雙打比賽，該場比賽結果是喬壓制三澤成功取勝。兩天後，喬向三澤挑戰對方身上所持有的GHC重量級冠軍腰帶，這次則是三澤扳回一城擊敗了喬。
2012年7月喬再次來到NOAH演出，在22日喬與之前在TNA的雙打夥伴馬格納斯合組，擊敗了秋山準和齋藤彰俊奪下對方的GHC雙打冠軍腰帶。在10月8日，喬與馬格納斯則輸給了KENTA和邁巴赫谷口將雙打腰帶轉手讓人。

#### WWE時期

##### NXT

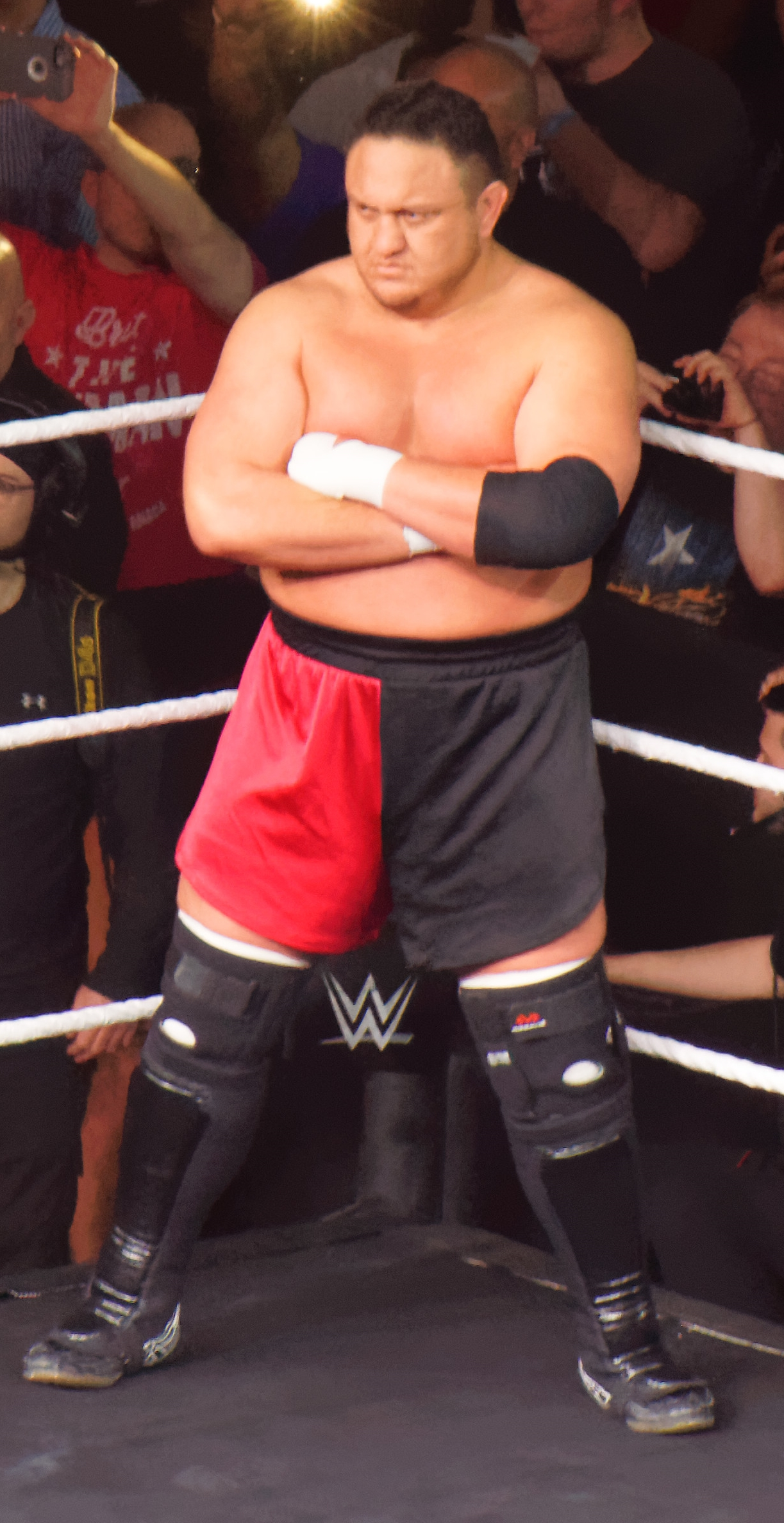
攝於2016年4月1日的《TakeOver: Dallas》大賽裡，面對芬恩·貝勒的NXT冠軍挑戰賽上。

自待在UPW期間再次回到WWE後，喬首次露面是於2015年5月20日NXT所舉辦的大賽《TakeOver: Unstoppable》上，當時他是以正派選手身份冒出，阻止在擂台上持續攻擊山米·贊恩的凱文·歐文斯。首次在NXT的出賽，則是6月10日面對史考特·道森的單打賽，並有拿下勝利。
不久後喬與當時的NXT冠軍芬恩·貝勒合組，挑戰德斯提·羅茲經典雙打賽賽程，最後他們在10月7日打入了總決賽，擊敗了巴隆·柯賓與萊諾的組合拿下最後優勝。到了11月初，喬改走向反派選手的劇情線，當時在一場芬恩·貝勒與阿波羅·克魯茲的單打賽裡，喬偷襲了原先的雙打夥伴芬恩，並在事後表示他企圖要得到芬恩身上的NXT冠軍腰帶。到了2016年3月9日，喬贏得了面對山米·贊恩的三戰兩勝制單打賽，取得向芬恩挑戰NXT冠軍的權利。但在4月1日的《TakeOver: Dallas》大賽上，喬輸給了芬恩未能得到NXT冠軍。
《TakeOver: Dallas》大賽結束後約3週的21日節目上，喬再次向芬恩挑戰，最後終於得到個人首次的NXT冠軍。之後喬防衛此冠軍腰帶有121天久，直到8月20日的《TakeOver: Brooklyn II》大賽上輸給中邑真輔才將腰帶易手。在11月19日的《 TakeOver: Toronto》大賽上喬與中邑再戰，之後戰勝二次拿下NXT冠軍。不過隔月3日在NXT的日本海外演出上，喬又輸給中邑再次將腰帶轉手讓人，而喬第二次持有NXT冠軍的時間僅14天，是在此之前NXT裡最短的紀錄。
喬與中邑之間的恩怨劇情，有持續到喬在NXT的最後一場賽事上。2017年1月25日喬與巴比·盧迪聯手，面對中邑與田尻義博的組合之賽事後，隔週開始前往WWE的主秀節目《Raw》上演出。

##### RAW
2017年1月30日喬首次在節目《Raw》登場，一開始他的角色定位是隸屬Triple H的一方，攻擊了當時和Triple H敵對的賽特·羅林斯。之後喬陸續向羅曼·瑞恩斯、山米·贊恩等人取得勝利，直到4月底的《絕命復仇》大賽中，喬在面對賽特·羅林斯的單打賽結果是吃下進入《Raw》後的個人首敗。
年中期間開始出現喬把目標對準WWE環球冠軍的劇情線，6月4日喬在《極限規則》大賽的五人攻防戰勝出，得到向當時環球冠軍持有者布洛克·雷斯納挑戰的資格。不過在7月9日的《Great Balls of Fire》壓軸環球冠軍賽裡，喬最後未能成功擊敗雷斯納。輸給雷斯納後的7月17日《Raw》節目裡，喬面對羅曼·瑞恩斯來決定誰有資格再次向雷斯納挑戰腰帶，但過程中因布勞恩·史卓曼的亂入造成比賽無效。在喬、瑞恩斯、史卓曼都認為自己才有資格向雷斯納挑戰時，《Raw》的節目經理寇特·安格決定在8月20日《夏日衝擊》上，會舉行一場雷斯納與他們三人彼此混戰的四人攻防戰。但該場比賽最後是雷斯納壓制瑞恩斯勝出，喬仍沒有成功奪下環球冠軍。之後在8月底的巡迴賽裡，喬因膝傷關係而暫時消失在螢幕上。
膝傷後進行療養的喬，在10月30日面對阿波羅·克魯茲的單打賽上復出。之後喬有和Triple H、寇特·安格、布勞恩·史卓曼、芬恩·貝勒合作，來一同在11月18日的《強者生存》大賽上對抗另一組來自WWE節目《SmackDown》的五人團隊。到了年底出現喬企圖奪下羅曼·瑞恩斯身上洲際冠軍腰帶的橋段，不過在2018年1月期間喬因腳傷暫時離開節目，喬在4月9日的《RAW》復出，儘管當時瑞恩斯已將洲際冠軍腰帶易手，但喬仍向他喊話要在5月6日的《爆裂震撼》上向他來場對戰。

##### SmackDown
在《RAW》復出後隔週的WWE年度交易裡，喬被安排改列為節目《SmackDown》旗下的選手。雖然被交易至別的節目品牌，喬仍有在4月27日於沙烏地阿拉伯舉辦的《Greatest Royal Rumble》大賽裡，和賽特·羅林斯、米茲、芬恩·貝勒等人以鐵梯戰方式來搶下懸掛在半空的洲際冠軍腰帶，而該場賽事喬最後是由羅林斯勝出。隔月的《爆裂震撼》裡，喬對上羅曼·瑞恩斯的單打賽也未獲勝。
夏季期間喬開始對上過去在ROH與TNA時期的老對手A·J·史泰爾斯，於7月24日《SmackDown》中，在節目經理霈橘揭露將在8月19日《夏日衝擊》挑戰A·J他身上世界冠軍腰帶的人選過程裡，喬冷不防地突然冒出攻擊了A·J，並在挑戰合約上簽下自己的名字。在《夏日衝擊》裡對戰A·J的過程中，因喬騷擾著待在觀眾席裡觀看比賽的A·J妻女，讓A·J對此感到憤怒向喬做出犯規攻擊；而失去掉比賽資格。《夏日衝擊》結束後，喬持續以A·J的家人相關事物，來作為向A·J施展心理戰的手法，並喊話將在9月16日的《地獄鐵籠》大賽裡奪下他的世界冠軍頭銜。

## 擂台資料

### 招式

#### 終結技
- 殼灰岩鎖頸（Coquina Clutch）

在對手後方一手抓住頭一手勒住脖子的鎖頸招式，有時會一同用雙腳夾在對手身軀使對手無法脫困。
- 肌肉轟炸（Muscle Buster）

將對手全身蜷曲架在肩上後，朝地面撞擊的招式。
- 喀邁拉拋摔（Chimera-Plex）

連續向對手施展德式後腰橋（German Suplex）、飛龍式扣頸後腰橋（Dragon Suplex）、鎖臂式德式後腰橋（Cross-Arms German Suplex）三種招式的混合拋摔技。
- CCS延髓斬（CCS Enzuigiri）

將對手甩向擂台角柱後，先以衝擊方式用背部撞向對手，再跳躍起來用腳背朝對方後腦勺攻擊。
- 島嶼式坐擊（Island Driver）

引用日摔選手三澤光晴的招式「綠寶石飛瀑怒濤」，是以身體翻摔（Scoop Slam）方式將對方頭朝下時固定好姿勢後，往右側地面撞擊的招式。過去在NOAH聯盟面對三澤時有以此招式擊敗對方。

#### 代表招式
- 角柱身體撲擊（Corner Forearm Smash）
- 死亡谷炸彈摔（Death Valley Driver）
- 衝刺顏面膝擊（Face Wash）
- 金臂勾（Lariat）
- 薩摩亞過肩摔（Samoan Drop）
- 場面飛撲（Suicide Dive）
- 後拋摔（Suplex）
- 柔道式裏投（Uranage）
- 衝刺大腳踢擊（Running Big Boot）

### 主要冠軍頭銜與成積
UPW聯盟
- UPW雙打冠軍腰帶2次

ZERO1團體
- NWA國際雙打冠軍腰帶1次

NOAH職業摔角
- GHC雙打冠軍腰帶1次

ROH聯盟
- ROH純摔角冠軍腰帶1次
- ROH世界冠軍腰帶1次

TNA聯盟
- TNA電視冠軍腰帶1次
- TNA世界雙打冠軍腰帶2次
- TNA世界重量級冠軍腰帶1次
- TNA X Division冠軍腰帶5次
- 第3任TNA三冠王得主
- 第3任TNA大滿貫得主
- 2006、2007年TNA代表選手
- 2005年Super X Cup系列賽優勝者
- 2008年King of the Mountain系列賽優勝者

WWE聯盟
- NXT冠軍腰帶2次
- 德斯提·羅茲經典雙打賽（英语：Dusty Rhodes Tag Team Classic）優勝團隊（與芬恩·貝勒）

### 電子報《Wrestling Observer Newsletter》評比
- 2004年5星級最佳比賽（10月16日與CM Punk在ROH的單打賽）
- 2005年5星級最佳比賽（9月11日與A·J·史泰爾斯、克里斯多福·丹尼爾斯（英语：Christopher Daniels）在TNA的三方攻防戰）
- 2005年5星級最佳比賽（10月1日與小橋健太在ROH的單打賽）
- 2005年最傑出摔角手
- 2005、2006年最佳賽事對戰選手

## 個人生活

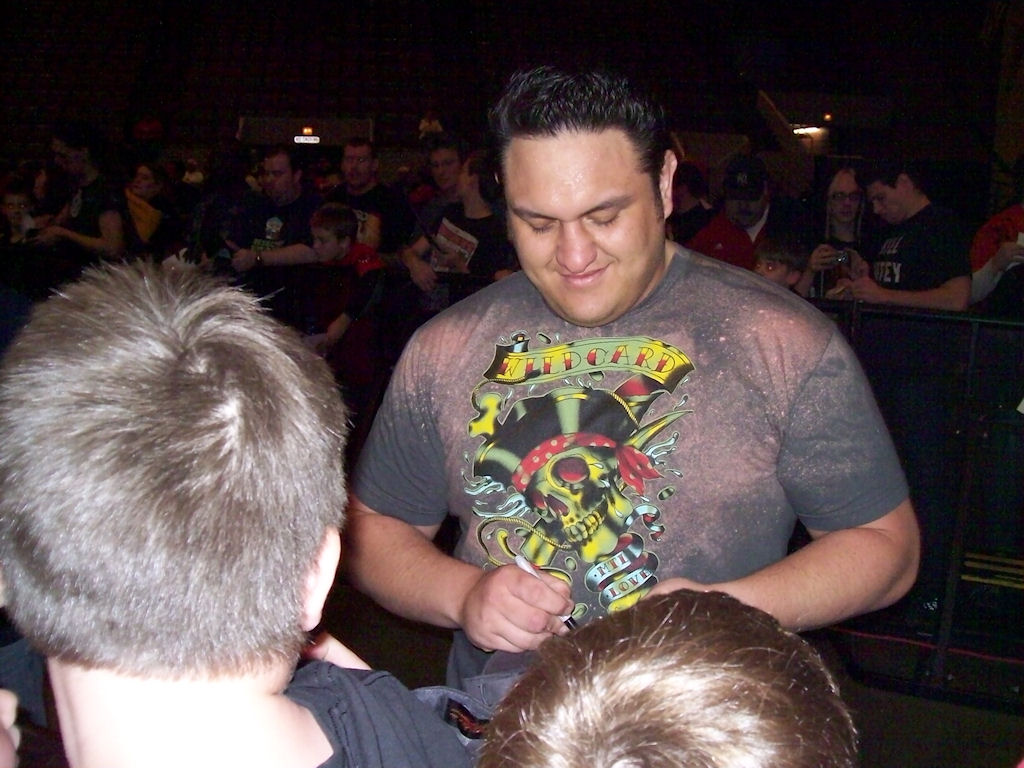
過去2008年在林肯市的巡迴賽事上，替摔迷簽名。

婚姻上席諾亞是在2007年與名為傑西卡（Jessica）的女性結婚，她在2008年有為席諾亞生下一子。
在摔角界裡，過去在UPW一同受訓的約翰·希南，待在ROH和TNA期間裡碰面的CM Punk、克里斯多福·丹尼爾斯、A·J·史泰爾斯、羅伯·凡·達姆等人都是席諾亞私下交情好的朋友。其中席諾亞與CM Punk、丹尼爾斯彼此都喜愛漫威漫畫作品，A·J則是他在遊玩電子遊戲時的好對手。
擅長的運動方面除了少年時期學習的柔道之外，席諾亞也懂得巴西柔術、泰拳等武術。喜好部份席諾亞熱愛電子遊戲，他個人最喜愛玩的作品有《超時空之鑰》、《太空戰士VI》、《上古卷軸V：無界天際》等等，他除了在Twitch上有著個人的電子遊戲實況頻道外，另有替遊戲商Telltale Games為《冰與火之歌：權力遊戲》所改編的電子遊戲擔任配音一角。孩童時期席諾亞所喜歡的卡通是《變形金剛》，他也有受邀替該系列在2018年推出的動畫《Power of the Primes》裡頭狂派勢力角色「霹靂星」（Predaking）配音。

## 外部連結
- 薩摩亞·喬在WWE官方網站的介紹 （页面存档备份，存于）（英文）
- 薩摩亞·喬的X（前Twitter）（英文）
- 薩摩亞·喬的Facebook專頁（英文）
- 薩摩亞·喬的Instagram帳戶（英文）
- 薩摩亞·喬在Twitch上的個人頻道 （页面存档备份，存于）（英文）